# Сражение при Вокарешти
Сражение при Вокарешти — одно из сражений русско-турецкой войны 1768—1774 годов, произошедшее 10 (21) июня 1771 года во время кампании в Валахии и Северной Добрудже.
Кампания 1771 года на Дунае была частью общего стратегического плана российского руководства, основной задачей которого был захват Крымского полуострова. В рамках этого плана генерал-фельдмаршал П. А. Румянцев должен был придерживаться стратегии обороны, защищая левый берег Дуная. Поскольку турки имели возможность начать наступление из разных пунктов, командующий 1-й армией разделил её на несколько отрядов, которые расположились по линии реки от Малой Валахии до Измаила.
Османское руководство, опираясь на дунайские крепости и располагая сильной речной флотилией, готовилось к проведению активных рейдов и поисков, а также более крупных наступательных операций на левом берегу Дуная, в Валахии. Для этого новый великий визирь Силяхдар Мехмет-паша расположил свою армию по Дунаю, от Тульчи до Видина. Основной удар на левобережье предполагалось нанести в сторону Бухареста.
26 мая до 6 тысяч турок, переправившись через Дунай из Рущука, атаковали русский гарнизон в Журже (707 человек). 29 мая комендант Гензель сдал крепость, выговорив право свободного выхода гарнизону. Генерал-поручик Н. В. Репнин, подходивший со своим отрядом на помощь Журже, вынужден был повернуть к Бухаресту.
Воодушевлённое успехом и получившее подкрепление войско Ахмед-паши (до 10 тысяч человек) двинулось на Бухарест, в район которого Румянцев перебросил отряд генерал-майора Г. А. Потёмкина, который соединился с отошедшим Репниным у Капучанского моста. Репнин с присоединённым отрядом Потёмкина 10 июня занял позицию при монастыре Вокарешти под Бухарестом.
Подошедшие турки построились для атаки русских войск. Главные силы были расположены против отряда Г. А. Потёмкина, стоявшего на правом фланге. Репнин не стал дожидаться атаки турок и сам перешёл в наступление, опрокинув неприятеля за реку Самбор (Сабар). Конница и егеря под начальством Потёмкина и Чарторыйского преследовали турок до реки Аржис (Арджеш).
Турки потеряли 800 убитыми и 21 пленными, 1 орудие, 5 знамён; у русских был 41 убитый и 109 раненых.
Одновременно 11 июня генерал-майор И. М. Ржевский разбил у Негоешти ещё один двигавшийся к Бухаресту турецкий отряд (4 тысяч человек). Июньское наступление турок на столицу Валахии потерпело крах.